# Casa James A. Burden
La Casa James A. Burden es una antigua residencia ubicada en 7 East 91st Street en el área de Carnegie Hill de la ciudad de Nueva York. Allí se encuentra actualmente la escuela inferior del Convento del Sagrado Corazón.

## Historia
En 1901, William D. Sloane, de la familia de muebles W. & J. Sloane, compró esta propiedad a Andrew Carnegie. Poco después les encargó a los arquitectos Warren & Wetmore que diseñaran una casa como regalo de bodas para su hija Adele, quien se casó con James A. Burden Jr., heredero de Burden Iron Works.
Terminada en 1905, la mansión es una casa adosada de estilo renacentista italiano, adornada con detalles de inspiración francesa alrededor de las ventanas y el balcón. En 1907, The New York Times escribió: "tan perfectamente se lleva a cabo la idea francesa en la residencia Burden ... la única forma de entrar es a través de un patio ... [la escalera central tiene] un escalón tan bajo y ancho que se asciende ... sin ser consciente de ningún esfuerzo".
En 1938, el contenido de la casa fue subastado por Parke-Bernet. El Convento del Sagrado Corazón compró la mansión en 1940. En la actualidad alberga la escuela inferior del Convento del Sagrado Corazón. También está disponible para funciones fuera del horario escolar.
La Fundación para la Preservación de Monumentos de Nueva York instaló una placa Designated Landmark of New York en 1989.